# Stephen Barber
Stephen Barber, né le 3 octobre 1961, est professeur à l'Université Kingston et écrivain sur la culture urbaine, l'expérience dans le cinéma et la culture japonaise,,. 

## Formation
Il est titulaire d'un doctorat de l'Université de Londres et a vécu à Tokyo, Paris, Berlin, Los Angeles, Vienne et Londres.

## Carrière
Barber est professeur à l'Université Kingston depuis 2002. Il fut auparavant professeur à la California Institute of the Arts, l'Université de Tokyo, l'Université des Arts de Berlin et l'Université du Sussex. Il était chercheur invité à l'Université libre de Berlin et à l'Université Keiō. Il a reçu de nombreux prix et récompenses pour ses livres, d'organismes tels que la Fondation Rockefeller (programme Bellagio), la Fondation Ford, le DAAD, la Fondation du Japon, Fondation Henkel et son projet de recherche sur Eadweard Muybridge financé par une bourse Leverhulme Trust,.